# Linda May Han Oh
Linda May Han Oh (25 de agosto de 1984) es una compositora y bajista de jazz australiana.

## Biografía
Oh se crio en Australia Occidental. A los 11 años empezó a tocar el clarinete y a los 13 el fagot. Como bajista comenzó a tocar en una banda de la escuela secundaria; y en 2002 asistió a la Western Australian Academy of Performing Arts, donde aprendió el contrabajo y estudió transcripciones en solitario de Dave Holland. Su tesis fue sobre los ritmos de la música clásica india en los solos de Holland. Después de obtener algunas becas, se mudó a Nueva York en 2008, donde completó su maestría en la Escuela de Música de Manhattan, entre otros, con Jay Anderson, John Riley, Phil Markowitz, Dave Liebman y Rodney Jones como supervisores.
En 2008 lanzó su álbum debut Entry con composiciones propias y una versión de Oztrax de Red Hot Chili Peppers, con el trompetista Ambrose Akinmusire y el baterista Obed Calvaire. Oh también ha participado en álbumes con el saxofonista alto Jon Irabagon (Outright, 2008), Sarah Bemanning (Løvetann Klokke, 2010), Brian Girley (Tro, 2011) y Art Hirahara (Hygget & Meditasjoner, 2014). En 2012 se editó el álbum Initial Here, con el pianista Fabian Almazan, seguido de Sun Pictures (Greenleaf), entre otros con Ted Poor. Además, ha interpretado con Slide Hampton, TS Monk, Nathan Davis, George Kabler, James Morrison, Nasheet Venter, Joel Frahm, Pat Metheny, Steve Wilson y Billy Childs. Vive en el distrito de Harlem en la ciudad de Nueva York.

## Premios y reconocimientos
- 2004: Ganadora del concurso IAJE Sisters in Jazz
- Primer lugar a la mejor presentación en su examen.[7]
- 2006-2008 fue becaria del programa Betty Carter's Jazz Ahead, Banff, programa de improvisación creativa y Steans Institut.
- 2008: Participante del premio ASCAP Young Jazz Composer
- 2009: Semifinalista del Concurso Internacional de Bajo de Jazz Thelonious Monk.[8]
- 2010: Ganadora del Bell-Prize para jóvenes músicos de jazz australianos del año.

## Discografía

### Como instrumentista principal
- Initial Here (Greenleaf Music, 2012)
- Sun Pictures (Greenleaf Music, 2013)
- Serial (Sessions 2015)
- Walk Against Wind (Biophilia, 2017)
- Aventurine (Biophilia, 2019)

### Como instrumentista invitada
Con Dave Douglas
- GPS Vol 2: Orange Afternoons (Greenleaf Music, 2011)
- Be Still (Greenleaf Music, 2012)
- DD|50 (Greenleaf Music, 2013)
- Pathways (Greenleaf Music, 2013)
- Time Travel (Greenleaf Music, 2013)
- Brazen Heart (Greenleaf Music, 2015)
- Serial Sessions 2015 (Greenleaf Music, 2016)
- Brazen Heart (Greenleaf Music, 2018)

With Art Hirahara
- Libations & Meditations (Posi-Tone, 2015)
- Central Line (Posi-Tone, 2017)
- Sunward Bound (Posi-Tone, 2018)

Con Jim Snidero
- Stream of Consciousness (Savant, 2013)
- Main Street (Savant, 2015)
- Project-K (Savant, 2020)

Con otros
- Fabian Almazan, Personalities (Biophilia, 2011)
- Fabian Almazan, This Land Abounds with Life (Biophilia, 2019)
- Quentin Angus, Perception (Aurora Sounds, 2013)
- Thomas Barber, Snow Road (D Clef, 2009)
- David Berkman, Old Friends and New Friends (Palmetto, 2015)
- Anthony Branker, Beauty Within (Origin, 2016)
- Terri Lyne Carrington, The Mosaic Project: Love and Soul (Concord, 2015)
- George Colligan, Ask Me Tomorrow (SteepleChase, 2014)
- George Colligan, More Powerful (Whirlwind, 2017)
- Angela Davis, The Art of the Melody (Nicholas, 2013)
- Michael Dease, Relentless (Posi-Tone, 2014)
- Joe Lovano & Dave Douglas, Sound Prints (Blue Note, 2015)
- Joe Lovano & Dave Douglas, Scandal (Greenleaf Music, 2018)
- Pat Metheny, From This Place (Nonesuch, 2020)
- Tineke Postma, Sonic Halo (Challenge, 2014)
- Kavita Shah, Visions (Naive, 2014)
- Florian Weber, Lucent Waters (ECM, 2018)
- Vijay Iyer, Uneasy (ECM, 2021)